# Maria Carlota Bruno
Maria Carlota Fernandes Bruno (...) è una produttrice cinematografica brasiliana, candidata al Premio Oscar al miglior film per Io sono ancora qui.

## Biografia
Dal 1989 lavora presso la società di produzione cinematografica VideoFilmes. Nel 2000 ha prodotto il film Villa-Lobos: Uma Vida de Paixão di Zelito Viana. Successivamente, ha lavorato con Walter Salles, Eduardo Coutinho, Santiago Mitre e João Moreira Salles. Nel 2025 è stata candidata al Premio Oscar al miglior film per aver prodotto Io sono ancora qui, vincitore dell'Oscar al miglior film in lingua straniera. Durante la sua carriera,  è stata membro della giuria del Santa Maria da Feira Festival in Portogallo, del Santiago International Film Festival in Cile e del Lima International Film Festival.

## Filmografia

### Cinema
- Villa-Lobos - Uma Vida de Paixão, regia di Zelito Viana (2000)
- On the Road, regia di Walter Salles (2012)
- Habi, the Foreigner, regia di María Florencia Álvarez (2013)
- Jia Zhang-ke by Walter Salles, regia di Walter Salles (2014)
- Últimas Conversas, regia di Eduardo Coutinho (2015)
- La patota, regia di Santiago Mitre (2015)
- No Intenso Agora, regia di João Moreira Salles (2017)
- Where Has the Time Gone?, regia di Madhur Bhandarkar, Aleksej Fedorčenko, Jahmil X.T. Qubeka, Walter Salles e Jia Zhangke (2017)
- Deslembro, regia di Flávia Castro (2018)
- Canción sin nombre, regia di Melina León (2019)
- Fico Te Devendo Uma Carta Sobre O Brasil, regia di Carol Benjamin (2019)
- Marinheiro das montanhas, regia di Karim Aïnouz (2021)
- Io sono ancora qui(Ainda estou aqui), regia di Walter Salles (2024)
- Manas, regia di Marianna Brennand Fortes (2024)

### Cortometraggi
- Castanha e Caju Contra o Encouraçado Titanic, regia di Walter Salles, Daniela Thomas e George Moura (2002)

## Riconoscimenti
- Premio Oscar
  - 2025 - Candidatura al miglior film per Io sono ancora qui